# Federació de Futbol de Belize
La Federació de Futbol de Belize (FFB), coneguda anteriorment com a Associació Nacional de Futbol de Belize (BNFA), és l'òrgan de govern del futbol de Belize. Va ser fundada l'any 1980 i des del 1986 està afiliada la Unió Caribenya de Futbol (UNCAF), a la Confederació del Nord, Centreamèrica i el Carib de Futbol Associació (CONCACAF) i a la Federació internacional de Futbol Associació (FIFA).

## Història
Els pares fundadors de la FFB van ser els senyors Delhart Courtney, Hubert Bradley, Daniel Edmund i Sir George Brown (expresident del tribunal suprem de Belize). Delhart Courtney va ser el primer president i es va retirar el 1996.
El 17 de juny de 2011, la FFB va ser suspesa per la FIFA a causa de greus interferències governamentals i va impedir que es disputés el partit de tornada entre Belize i Montserrat classificatori pels mundials de 2014. El ministeri d'esports de Belize considerava que la FFB, que no estava inscrita com a òrgan nacional d'administració de futbol, no estava autoritzada per a representar Belize en qualsevol competició nacional o internacional. La FFB, representada pel prestigiós advocat, Elson Kaseke, va presentar una demanda contra el ministre d'Esports de Belize, John Saldivar, sobre la suspensió.

## Organització
La FFB està formada per tres òrgans principals: Comitè Executiu, Consell General i Junta General, i està organitzada en diverses lligues regionals que serveixen de farm system per a la Premier League de Belize, que és la primera lliga de futbol de Belize. Està avalada per la divisió professional de la FFB i els seus equips poden optar a les competicions internacionals.

### Afiliats regionals i lligues de futbol
- Premier League of Belize
- Corozal Football Association
- Orange Walk Football Association
- Belize District Football Association
- Belmopan Football Association
- Cayo Football Association
- Stann Creek Football Association
- Toledo Football Association